# 12. армија (Вермахт)
12. Армија била је једна од немачких армија која је учествовала у Другом светском рату.

## Историјат
Немачка 12. армија формирана је 13. октобра 1939. године са генералом Вилхелмом Листом на челу. У почетку је била анагажована на дефанзивним задацима дуж Зигфрид линије, а 1940. године је укључена у напад и окупацију Француске. Касније, те године, бива премештена у Краљевину Румунију као део офанзивних припрема Осовине према Балкану.
У фебруару 1941. године, према договору између фелдмаршала Листа и бугарског генералштаба немачким трупама је дозвољен прелаз и током ноћи 28. фебруара немачка армија је прешла Дунав и из Краљевине Румуније ушла у Краљевину Бугарску где се распоредила на стратешким положајима.
Дана 6. априла 1941. године јединице 12. армије биле су саставни део немачких трупа које су напале Краљевину Југославију и Краљевину Грчку. Њен командант био је генерал-пуковник Максимилијан фон Вајхс. Краљевина Југославија је прва капитулирала 17. априла, а Грци, после шест месеци тешких борби са Италијанима нису били у стању да се јаче одупру пред 15 дивизија 12. армије од којих су четири биле оклопне.
Британци су потом брзо пребацили четири дивизије из Либије да би помогли Грцима, али су и они као и Краљевина Југославија, савладани немачким тенковима и нападима Луфтвафеа. Северне грчке армије су се предала Немцима 23. априла. Четири дана касније немачки тенкови су ушли у Атину и подигли заставу са кукастим крстом изнад Акропоља.
19. новембра 1942. године отпочела је велика совјетска офанзива на фронту код Стаљинград у којој је била окружена стаљингрдска групација, а други совјетски удар са Дона изведен је 16. децембра довео је до повлачења немачких трупа са Кавказа. Немачкој Врховној команди Вермахта морало је постати јасно да је изгубљена иницијатива према Црвеној армији. На афричком фронту дошло је до потпуног преокрета јер су у Другој бици код Ел Аламејна 8. октобра 1942. години поражене немачко-италијанске трупе, а 8. новембра америчка 8. армија искрцаал се у Мароку и Алжиру и отпочела офанзиву са запада у сусрет британској 8. армији која је наступала обалом Либије према Тунису док су се немачке трупе ужурбано повлачиле. Немачкој Врховној команди Вермахта постало је јасно да се афрички фронт налази пред расулом и губитком северне Африке.
На основу такве ситуације на Источном фронту и Средоземљу, немачка Врховна команда Вермахта проценила је да предстоји инвазија англо-америчких снага на Балкан па је Адолф Хитлер 28. децембра 1942. године издао Директиву број 47 којом је регулисао нов систем командовања у Југоисточној Европи. Положај команданта оружаних снага на Југоистоку подигнут је на ново Врховног команданта Југоистока, а дотадашња 12. армија преименована је у Групу армија „Е“ са генерал-пуковником Александром Лером. Врховни командант Југоистока добио је задатак добио је задатак да организује одговарајућу одбрану од евентуалног савазничког искрцвања и да уништи снаге Југословенске војске у отаџбини и Народноослободилачке војске Југославије.
1. јануара 1943. године 12. армија је постала Група армија „Е“.

### 1945. година
6. априла 1945. године генерал Валтер Венк, некадашњи начелник штаба генерал-пуковника Хајнца Гудеријана који је био на опоравку од последица саобраћајне несереће коју је преживео 13. фебруара на Кимском језеру добио је обавештење да се хитно јави Хитлеровом штабу у Берлин. Био је најмлађи генерал Вермахта са 45 година.
Када је генерал Венк назвао Берлин јавио му се Хитлеров ађутант и шеф Персоналног одељења Копнене војске генерал Вилхелм Бургдорф који му је рекао да га Хитлер именовао за команданта 12. армије и да се већ сутрадан, 7. априла треба лично јавити Хитлеру. То именовање је веома зачудило генерала Венка веома зачудило јер није знао да постоји та армија.
„Све ћете сазнати када стигнете овамо“, одговорио му је Бургдорф. Венка то није задовољило. „Никада нисам чуо за 12. армију“, одговрио је. „12. армија се управо формира“, одговорио му је Бургдорф раздражено и спустио слушалицу.
Неколико часова касније, Венк се опростио од своје супруге Ирмгард и петогодишњих близанаца - сина Хелмута и ћерке Зигрид. Упозорио их је да ма шта се догодило остану у Баврској јер је сматрао да је ту најсигурније, а затим је без и најмање предрасуда каква га дужност очекује, отпутовао је у Берлин.
Након састанка са Хитлером у у његовом бункеру, генерал Венк се упутио Далем где га је чекао генерал-пуковник Алфред Јодл са задатком да упозна Венка са ситуацијом на Западном фронту. Из гомиле извештаја на Јодловом столу које је доставио Фелдмаршал Алберт Кеселринг, заповедник снага на Западном фронту могло се закључити да је све лошија ситауција на западу јер су се Британци и Американци пробили на свим правцима.
Теоретски, 12. армија требало је да буде штит Берлина са запада и да држи око 200 километара дугачак фронт дуж горњег тока реке Елбе и њене притоке Мулде како би спречила продор англо-америчких снага до града. По Хитлеровој заповести генерал Венка је требало да командује армијом од десет дивизија састављених од официра на служби у школским оклопним , припадника Фолксштурма, официрских приправника, остатака разних распршених јединица и остатака разбијене 11. армије у планинама Харца.
Чак и када би било могуће да се на време окупе све те снаге, генерал-пуковник Јодл је на био веома скептичан по питању њихове борбене вредности. Чак је и претпостављао да те снаге на Елби никада неће ни ступити у борбу.
У сефу, у свом кабинету, Алфред Јодл је чувао заплењени савезнички план „Помрачење“ - (енгл. Operation ECLIPSE) - документ у коме су били прецизно одређени покретни англо-америчких снага у случају изненадне немачке капитулације - а на приложеним картама биле су приказане зоне које ће Севезници и окупирати након рата. Генерал-пуковник Јодл је био чврсто уверен да ће се Британци и Американци зауставити на Елби која је добрим делом представљала линију разграничења послератних англо-америчких и совјетских окупационих зона. Било је очигледно, и ни на тренутак није посумњао у то, да ће генерал Двајт Ајзенхауер преупустити Берлин Црвеној армији.
Након састанка са генерал-пуковник Јодлом у Далему генерал Венк се упутио у свој штаб који је трабало да се налази у подручју северно од планина Харца, око 110 до 130 km од Берлин, међутим никако није успевао да га пронађе. Његов возач Дорн и он су се сатима возили а деловало је као да су далеко од циља јер су путеви били закрчени избеглицама и возила што су се кретали у једном и другом правцу. Неки су бежали на исток пред англо-американцима а друга на запад, плашећи се Црвене армије. Што су се пробијали даље ка југозападу стање је све више попримало димензије хаоса а генерал Венк се све више питао да ли ће успети да пронађе свој штаб.
На крају је одлучио да се до свог командног места пробије заобилазним путем, а да прво стиге до Вајмара, југозападно од Лајпцига, а онда продужити на север до штаба негде у близини Бад Бланкенбурга. Иако је тај пут био дужи за око 150 km, генерал Венк је имао веома добре разлоге да одабере баш тај заобилазни правац. У једној банци у Вајмару била је његова животна уштеђевина од око 10000 марака коју је намеравао да подигне у целости. Међутим, што су билли ближе Вајмару путеви су постајали све празнији док нису потпуно опустели, а из даљине је допирала грмљавина топова. Неколико километара пред самим градом патрола војне полиције Вермахта зауставила је његова кола и обавестила га да су тенкови Патонове 3. армије већ у предграђима. генерал Венк је остао запањен и сматрао је да је преварен. Ситуација је била много тежа него што му је било речено у Хитлеровом штабу. Није могао да верује да Савезници тако брзо напредују и да су већ освојили тако велики део Немачке као и да је заувек остао без своје животне уштеђевине.
У месном штабу официри Вермахта реферисали су Венку да је угрожена цела област Харца из које се трупе повлаче да не би биле одсечене. Генерал Венк је због тогао морао натраг за Десау где је требало да прикупи неке јединце које су биле додоељене 12. армији. У близини градића Рослауа, на око 30 km северно од Десауа коначно је генерал Венк успео да пронађе свој штаб у некадашњој инжењеријској школи Вермахта и ту је коначно сазнао праву истину о својој 12. армији.
Фронт који је требало да држи 12. армија био је дугачак око 200 km дуж Елбе и њене притоке реке Мулде ~ приближно од Витенбергеа на Елби, на северу, до тачке источно од Лајпцига, на реци Мулди, на југу. На северном боку, директно испред Британаца, налазиле су се снаге фелдмаршала Ернст Буша, команданта северозападног фронта, а на југу су биле искаспљене јединице фелдмаршала Алберта Кеселринга. О јачини тих армија генерал Венк је имао мало података. На његовом делу фронта, 12. армија је постојала практично само на ратној карти. Осим трупа које су на појединим местима држале полођажаје на Елби, располагао је само остацима дивизија које су то заправо биле само по имену. Многе формације још нису биле оспособљене за акцију, а било је и јединица које је тек требало формирати. Артиљерија је највећим делом била непокретна и постављена на сталне положаје у близини градова као што су Магдебург и Витенберге и поред мостова на Елби. 12. армија је располагала одређеним бројем самоходних топова, групом оклопних транспортера као и са 40-так малих теренских возила типа „Фолксваген“ а тада је имала само десетак тенкова.
Иако је са разним разбијеним јединицама и појединачним груапам 12. армија могла постепено да броји и 100000 људи, у тренутку када је Венк преузео команду те снаге су биле далеко од обећаних му десет дивизија.
Заједно са остацима јединица „Клаузевиц“, „Постдам“, „Шарнхорст“, и још многих других, 12. армија је имала укупно пет и по дивизија, или око 55000 људи.
Поред снага које су биле на положајима или су већ водиле борбе, главнину 12. армије сачињавали су жустри кадети и официри из школских јединица. Ни генерал Венк ни његов начелник штаба пуковник Гинтер Рајхелм нису имали никаквих илузија о исходу предстојећих борби. Но, и поред свега Венк још увек млад и пун полета, видео је оно што би вероватно старијем генералу промаклу - да 12. армија може оданошћу и полетом младих официра и кадета надокнадити недостатак наоружања и ватрене моћи.
Венк је одлучио да своје неискусне али за борбу спремне снаге употреби као покретне ударне јединице које ће се по потреби брзо пребацивати са места на место - барем док се остатак његових снага не прегрупише и запоседне положаје. Ти енергични младићи, веровао је Венк, могли би изборитим за Немачку тако драгоцено време. Он је одмах пребацио најбоље и најбоље опремљене јединице на средишњи део фронта, одакле су могле да интервенишу и на Елби и на њеној притоци Мулди. Прочувајући карту генерал Венк је лако уочио потенцијална места борби - Битерфелд, Десау, Белциг и Витенберге.
Постојало је још једно место где се засигурно могло очекивати да ће Американци покушати да пређу Елбу - код града Магдебурга. Овај град смештен на три рукавца реке, са великом тврђавом са цитаделоим на речном острву и катедралом из 11. века посвећеној св. Катарини и Морису био диретно на главном путу наступајућим америчким снагама. Због тога је у то подручју ~ а нарочито јужно од Магдебурга ~ генерал Венк упутио најбоље опремњене јединице из састава дивизија „Шарнхорст“, „Постдам“ и „фон Хутен“.
У пет дугих колона војници америчке 2. оклопне дивизије брзо су напредовали према Елби и Берлину. На свим секторима фронта амерички тенкови су се пробили кроз немачку одбрану и дубоко продрли у немачку територију. До среде увече, 11. априла у тенковском продору без премца у историји превалили су више од 90 km за нешто мање од 24 часа. Нешто мало после 20:00 часова, пуковник Паул Дизни, команданат 67. оклопног пука који је наступао на челу америчке 2. оклопне дивизије посло је у штаб лаконску поруку ~ „Ми смо на Елби!“
Једна мања група оклопних возила стигла је до предграђа Магдебурга чак и нешто раније. После подне, оклопна извиђачка возила потпуковника Вилера Мериама, крећући се брзином и до 90 km на сат, упали су у приградско насеље на западној обали Елбе. Ту су били присељени да се зауставе, не због немачке одбране већ због веома густог саобраћаја и мноштва шетача на улицама. Исплаивши кратак рафал из митраљеза да расчисте сутацију у ставри су направили хаос. Људи су бежали у групама бежали или су се прибијали уз зидове и бацали на земљу. Немачки војници су трчали на све стане пуцајући из пушака и пиштоља. Одред потпуковника Мериама био је ипак преслаб да се одржи у насељу па су се оклопна возила некако извукла из гужве и кренула ка оближњем аеродрому који је и био његов циљ. Док су се кретали дуж ивице аеродрома немачки авиони су слетали и узлетали. Американци су отворили ватру из свих оружја на све што се кретало, чак и на једну ескадрилу ловаца која се спремала да полети. Немци су се брзо прибрали и извиђачки одред се нашао под жестоком ватром. Американци су морали да да се повуку изгубивши том приликом једно оклопно возило. Ова изненадна појава америчких извиђача био је доказ Немцима да је Магдебург директно угрожен. Американце јединице које су једна за другом избијале на Елбу са обе стране града наилазиле су на све жешћи отпор. Одред потпуковника Мериама повлачећи се донела је веома важну информацију ~ мост на аутопуту северно од града још није био срушен и америчка 2. оклопна дивизија је могла да настави напредовање директно ка Берлину. Снажна артиљеријска ватра која је зауставила америчко напредовање показала је да мост неће моћи да заузму мост на препад. Трупе које су браниле град биле су одлучне да се боре. Било је мостова и северно и јужно од Магдебурга и када би америчка 2. оклопна дивизија успела да заузме било који од тих мостова пре него што их Немци униште могла би настави своје напредовање преко реке.
Упркос уложеним напорима и продора до Потсдама, на само 26 km југоисточно од Берлина, 12. армија била је заустављена надмоћнијим снагама Црвене армије и присиљена да одустане под напора да ослободи Берлин. 12. армија се тада спојила са остацима десетковане 9. армија под командом генерала Теодора Бусеа јужно од Белица. Но, и поред конфузији због совјетског напредовања и њихове бројчане и материјалне надмоћи 12. армија је успела да одржи коридор према западу и за војнике и избеглице који су покушавали да се докопају срушеног моста на Елби код Тангерминдеа и предају америчким снагама између 4. и 7. маја 1945. године.

## Команданти
- Генерал Вилхелм Лист 13. октобар 1939. - 29. октобар 1941. године
- Генерал Валтер Кунце 29. октобар 1941. - 2. јул 1942. године
- Генерал-пуковник Александер Лер 30. јул 1942. - 31. децембар 1942. године
- Генерал Валтер Венк 10. април 1945. - 7. мај 1945. године